# نادي الشرطة موسم 2013-14
في موسم 2013-2014، تنافس نادي الشرطة في الدوري العراقي الممتاز 2013-2014 وكأس الاتحاد الآسيوي 2014 بعد فشله في التأهل إلى مرحلة المجموعات في دوري أبطال آسيا 2014. لقد احتلوا المركز الأول في الدوري العراقي الممتاز للمرة الثانية على التوالي، متقدمين بنقطة واحدة على نادي أربيل صاحب المركز الثاني، ومع ذلك لم يتوجوا بالبطولة بسبب انتهاء الموسم قبل الأوان ولم يتم اعتبارهم أبطالًا إلا لغرض تمكين الدخول إلى كأس الاتحاد الآسيوي.  كما لعبوا في كأس الاتحاد الآسيوي لكنهم فشلوا في التقدم بعد مراحل المجموعات، حيث لعبوا أربع مباريات انتهت بالتعادل بدون أهداف من أصل ست مباريات.
شهد الموسم تعيين النادي لثالث مدرب أجنبي في تاريخه، البرازيلي لوريفال سانتوس ‏، وتعاقده مع أول لاعب برازيلي في تاريخه، المهاجم كريستيانو دا سيلفا سانتوس. وكان هداف الفريق في ذلك الموسم المهاجم العراقي مصطفى كريم، الذي سجل سبعة أهداف إجمالاً.

## طاقم العمل ومسؤولي النادي
| اسم                | موضع                        |
| ------------------ | --------------------------- |
| لوريفال سانتوس ‏    | مدير                        |
| أندرسون نيكولاو    | مساعد مدير/مدرب لياقة بدنية |
| وليد جمعة          | مدرب لياقة بدنية            |
| ماركينيوس دومينغيز | مدرب حراس المرمى            |
| هاشم رضا           | المدير الإداري              |
| سيروان رؤوف        | مساعد إداري                 |
| بلال حسين          | مدير                        |
| عبد الرحمن علي     | المعالج الفني               |
| حيدر عبد الزهراء   | مساعد المعالج الفني         |
| تونيلو ماريليا     | أخصائي العلاج الطبيعي       |
| فيليبي بيازوتو     | أخصائي فيزيولوجيا           |

## إحصائيات اللاعب

### الدوري العراقي الممتاز
| موضع        | أمة      | رقم الفرقة | اسم             | الأهداف | يساعد |
| ----------- | -------- | ---------- | --------------- | ------- | ----- |
| إعادة توجيه | العراق   | 9          | مصطفى كريم      | 7       | 1     |
| إعادة توجيه | العراق   | 14         | أمجد خلف        | 4       | 4     |
| دي إف       | العراق   | 3          | ضرغام إسماعيل   | 4       | 2     |
| م ف         | العراق   | 19         | أحمد عياد       | 2       | 3     |
| دي إف       | سوريا    | 4          | حمدي المصري     | 2       | 0     |
| إعادة توجيه | العراق   | 7          | شيركو كريم      | 2       | 0     |
| م ف         | العراق   | 18         | مهدي كريم       | 2       | 0     |
| إعادة توجيه | البرازيل | 30         | كريستيانو       | 2       | 0     |
| دي إف       | العراق   | 2          | وليد سالم       | 1       | 2     |
| م ف         | العراق   | 15         | نشأت أكرم       | 1       | 1     |
| إعادة توجيه | العراق   | 27         | كرار حميد       | 1       | 0     |
| دي إف       | العراق   | 33         | علي بهجت        | 1       | 0     |
| م ف         | العراق   | 10         | مهدي كامل       | 0       | 4     |
| إعادة توجيه | العراق   | 17         | عمار عبد الحسين | 0       | 1     |

### كأس الاتحاد الآسيوي
| موضع        | أمة    | رقم الفرقة | اسم             | الأهداف | يساعد |
| ----------- | ------ | ---------- | --------------- | ------- | ----- |
| إعادة توجيه | العراق | 14         | أمجد خلف        | 2       | 0     |
| م ف         | العراق | 18         | مهدي كريم       | 1       | 0     |
| م ف         | العراق | 5          | حسين عبد الواحد | 0       | 1     |

## روابط خارجية
- موقع الشرطة
- قناة الشرطة
- معلومات الفريق على goalzz.com